# Штаты США с преобладанием небелого населения
Штаты США с преобладанием меньшинств (англ. majority-minority state) — группа административных единиц второго порядка (штатов) на территории США, в которых преобладает не белое население (составляющее по стране в целом по данным 2011 года 78,1 %), а разнообразные расовые и этноязыковые группы так называемого цветного населения — афроамериканцы, латиноамериканцы (особенно мексиканцы), азиаты, индейцы, люди смешанного происхождения (метисы, мулаты и т.д.). По состоянию на 2006 год таких штатов в стране 4 (Калифорния, Нью-Мексико, Техас, Гавайи, а также территория округа Колумбии — Вашингтона). Тем не менее, во всех них, за исключением округа Колумбии, белое англоязычное население сохраняет пока относительное большинство, поскольку прочее население очень неоднородно по своему этническому и языковому составу. Помимо этого, небелое население преобладает в ряде заморских зависимых территорий США: Гуам, Американские Виргинские острова и Американское Самоа.

## Оговорки
Следует с осторожностью относиться к подобной статистике и учитывать американские реалии — сегрегацию жилья, образования и т. д. — для получения подробной картины: так, внутри штатов с преобладающим небелым населением имеется большое количество округов, городов и кварталов с преобладающим белым. Вместе с тем, за пределами указанной категории штатов, хотя в целом и преобладает белое население, имеются значительные районы концентрации цветного населения, особенно в городах. Данные, приведённые ниже, базируются на итогах переписи населения США 2000 года и данным текущей статистики Бюро переписи населения США.

## Значение для демографии США
Важность информации о штатах (и вообще территориях) с преобладающим небелым населением исторически имела огромное значение для США с момента их возникновения, так как явное или скрытое противостояние белого и цветного населения в культурном, языковом и религиозном плане достигло здесь своего апогея по сравнению с другими колониальными территориями Западного полушария. Сохранение колониального менталитета и мощная лингвистическая ассимиляция повлияли на современную демографическую статистику США, ориентирующуюся в основном на расы, а не на народы или языки. Современный рынок и маркетинг также во многом активно поддерживают такое несколько искусственное разделение как удобный способ сегментации рынка.

## Хронологические комментарии
Первыми цветными меньшинствами в США были разнообразные индейские племена (краснокожие) и так называемые полукровки. Затем, с распространением плантационного хозяйства и рабства, крупнейшим меньшинством стали завезённые негры из Африки и их потомки — афроамериканцы.
В этот период в большинстве южных штатов в 1800—1900 годы имело негритянское большинство до массового наплыва иммигрантов из Европы в первой половине XX века. Так, в Южной Каролине в XVIII веке негры составляли до 75 % всего населения. В Миссисипи чёрное большинство сохранялось вплоть до середины 1940-х годов до начала массовой миграции чёрных на север США. В Луизиане афроамериканское и афрокреольское большинство постепенно сошло на нет к 1900 году. Приблизительно в это же время в трёх других южных штатах — Джорджии, Алабаме и Флориде — чернокожее население составляло от 45 % до почти половины населения. Гавайские острова являются единственным из регионов со статусом штата, никогда не имевшим белого большинства (абсолютного либо относительного) из-за своей удалённости от континента и Европы и сильной азиатской иммиграции.

## Таблица: подробный анализ расовых составляющих населения вышеуказанной категории штатов
| Штат                       | Европеоиды (белые и латиноамериканцы) | Белые нелатиноамериканцы | Азиаты | Афроамериканцы | Латиноамериканцы и испаноамериканцы | Индейцы (коренные американцы) | Гавайцы | Смешанные расы |
| -------------------------- | ------------------------------------- | ------------------------ | ------ | -------------- | ----------------------------------- | ----------------------------- | ------- | -------------- |
| Калифорния                 | 77,0 %                                | 43,8 %                   | 12,2 % | 6,7 %          | 35,2 %                              | 1,2 %                         | 0,4 %   | 2,4 %          |
| Гавайи                     | 26,8 %                                | 23,5 %                   | 41,5 % | 2,3 %          | 8,0 %                               | 0,3 %                         | 9,0 %   | 20,1 %         |
| Нью-Мексико                | 84,5 %                                | 43,1 %                   | 1,3 %  | 2,4 %          | 43,4 %                              | 10,2 %                        | 0,1 %   | 1,5 %          |
| Техас                      | 83,2 %                                | 49,2 %                   | 3,3 %  | 11,7 %         | 35,1 %                              | 0,7 %                         | 0,1 %   | 1,1 %          |
| Округ Колумбия (Вашингтон) | 38,0 %                                | 31,1 %                   | 3,1 %  | 57,0 %         | 6,8 %                               | 0,3 %                         | 0,1 %   | 1,6 %          |
| США                        | 80,2 %                                | 66,9 %                   | 4,3 %  | 12,8 %         | 14,4 %                              | 1,0 %                         | 0,2 %   | 1,5 %          |

Источник: Бюро переписи населения США, 2005 год.